# Ezequiel Bonifacio
Ezequiel Augusto Bonifacio (Mar del Plata, Provincia de Buenos Aires, Argentina; 9 de mayo de 1994) es un futbolista argentino. Juega como lateral por derecha y su primer equipo fue Gimnasia y Esgrima La Plata. Actualmente milita en Independiente Rivadavia de la Liga Profesional.

## Trayectoria
Oriundo de la ciudad de Mar del Plata comenzó a desarrollarse futbolísticamente a los 13 años en el Club Cadetes de San Martín.
En el año 2010 integró la 7.ª devision de Tigre. Luego de su breve paso por el “Matador de Victoria”, en el 2011 se une a las divisiones inferiores de Gimnasia y Esgrima La Plata. En el año 2014, bajo la conducción técnica de Pedro Troglio debuta oficialmente en el "Lobo" en la victoria por penales ante Argentinos Juniors por Copa Argentina. En dicho partido ingresó a los 29 del ST en reemplazo de Facundo Oreja.
Su primer gol en Primera División fue el 16 de agosto de 2015 en la victoria de Gimnasia ante Argentinos Juniors por 4 a 2.
A mediados de 2019, luego de no renovar en Gimnasia, firmó contrato por una temporada con Unión de Santa Fe.

## Clubes
- Actualizado al 1 de septiembre de 2024

| Club                        | Div.                | Temporada           | Liga | Liga | Copa Nacional | Copa Nacional | Copa Internacional | Copa Internacional | Total | Total |
| Club                        | Div.                | Temporada           | PJ   | G    | PJ            | G             | PJ                 | G                  | PJ    | G     |
| --------------------------- | ------------------- | ------------------- | ---- | ---- | ------------- | ------------- | ------------------ | ------------------ | ----- | ----- |
| Gimnasia (LP) Argentina     | 1.ª                 | 2014                | 9    | 0    | 1             | 0             | 1                  | 0                  | 11    | 0     |
| Gimnasia (LP) Argentina     | 1.ª                 | 2015                | 21   | 1    | 3             | 0             | -                  | -                  | 24    | 1     |
| Gimnasia (LP) Argentina     | 1.ª                 | 2016                | 6    | 0    | 0             | 0             | -                  | -                  | 6     | 0     |
| Gimnasia (LP) Argentina     | 1.ª                 | 2016/17             | 8    | 0    | 1             | 0             | 0                  | 0                  | 9     | 0     |
| Gimnasia (LP) Argentina     | 1.ª                 | 2017/18             | 24   | 3    | 0             | 0             | -                  | -                  | 24    | 3     |
| Gimnasia (LP) Argentina     | 1.ª                 | 2018/19             | 11   | 0    | 4             | 0             | -                  | -                  | 15    | 0     |
| Gimnasia (LP) Argentina     | Total               | Total               | 79   | 4    | 9             | 0             | 1                  | 0                  | 89    | 4     |
| Unión Argentina             | 1.ª                 | 2019/20             | 21   | 2    | 0             | 0             | 2                  | 0                  | 23    | 2     |
| Unión Argentina             | Total               | Total               | 21   | 2    | 0             | 0             | 2                  | 0                  | 23    | 2     |
| Huracán Argentina           | 1.ª                 | 2020                | -    | -    | 7             | 0             | -                  | -                  | 7     | 0     |
| Huracán Argentina           | 1.ª                 | 2021                | -    | -    | 13            | 0             | -                  | -                  | 13    | 0     |
| Huracán Argentina           | Total               | Total               | -    | -    | 20            | 0             | -                  | -                  | 20    | 0     |
| Podbeskidzie · Polonia      | 2.ª                 | 2021/22             | 25   | 0    | 1             | 0             | -                  | -                  | 26    | 0     |
| Podbeskidzie · Polonia      | 2.ª                 | 2022/23             | 28   | 1    | 1             | 0             | -                  | -                  | 29    | 1     |
| Podbeskidzie · Polonia      | Total               | Total               | 53   | 1    | 2             | 0             | -                  | -                  | 55    | 1     |
| Banfield Argentina          | 1.ª                 | 2023                | -    | -    | 1             | 0             | -                  | -                  | 1     | 0     |
| Banfield Argentina          | 1.ª                 | 2024                | 8    | 0    | 15            | 0             | -                  | -                  | 23    | 0     |
| Banfield Argentina          | 1.ª                 | 2025                | 0    | 0    | 0             | 0             | -                  | -                  | 0     | 0     |
| Banfield Argentina          | Total               | Total               | 8    | 0    | 16            | 0             | -                  | -                  | 24    | 0     |
| Independiente (M) Argentina | 1.ª                 | 2025                | 0    | 0    | 0             | 0             | -                  | -                  | 0     | 0     |
| Independiente (M) Argentina | Total               | Total               | 0    | 0    | 0             | 0             | -                  | -                  | 0     | 0     |
| Total en su carrera         | Total en su carrera | Total en su carrera | 161  | 7    | 47            | 0             | 3                  | 0                  | 211   | 7     |